# Martin Baran
Martin Baran (* 3. ledna 1988, Prešov) je slovenský fotbalový obránce nebo defenzivní záložník a bývalý mládežnický reprezentant.

## Klubová kariéra
Svoji profesionální fotbalovou kariéru začal tento obránce v 1. FC Tatran Prešov. V červnu 2009 podepsal pětiletou smlouvu s tureckým klubem Kasımpaşa SK. V roce 2012 odešel do Polska.
Začátkem července 2013 byl na testech v polském klubu Jagiellonia Białystok, se kterým záhy podepsal roční smlouvu s opcí.